# Manhattan Murder Mystery
Manhattan Murder Mystery ist der 24. Kinofilm, bei dem Woody Allen Regie geführt hat. Hierbei vermischt er das für ihn typische Genre der „New Yorker Intellektuellen-Komödie“ mit klassischen Thriller-Elementen.

## Handlung
Carol und Larry Lipton leben in einem Appartement in Manhattan. Die Anonymität ihrer Nachbarschaft wird durchbrochen, als sie das Rentnerehepaar Paul und Lillian House kennenlernen, das auf derselben Etage wie die Liptons wohnt. Der plötzliche Tod von Lillian und der nicht gerade traurig wirkende Witwer beschäftigen Carol und veranlassen sie zu Nachforschungen. Sie schließt Mord als Todesursache nicht aus, obwohl ein Herzanfall bei der Nachbarin diagnostiziert wurde. Zusammen mit dem gemeinsamen Freund Ted stellt sie Nachforschungen an und stellt fest, dass Paul House eine Beziehung mit einer anderen Frau führt. Weil Larry eifersüchtig auf Ted ist, beschäftigt er sich daraufhin ebenfalls mit dem vermeintlichen Mordfall und beschattet Paul zusammen mit seiner Frau. Sie stellen fest, dass Lillian noch am Leben ist, entdecken dann aber ihre Leiche. Paul gelingt es, die Leiche zu beseitigen, ehe Carol und Larry bei der Polizei Glauben finden. Um Paul dennoch zu überführen, versuchen sie ihn mit der angeblich von ihnen gefundenen Leiche zu erpressen. Ein gestellter Anruf von Pauls Geliebter unterstreicht die Drohung. Im Finale treffen Larry und Carol schließlich mit Paul in dessen verlassenem Kino zusammen und decken den Mordfall auf: Am Abend des Herzinfarkts war nicht Lillian, sondern ihre Schwester gestorben, die zu Besuch war. Paul und Lillian haben die Tote als Lillian ausgegeben, damit Lillian an ihrer Stelle deren Vermögen an sich bringen konnte. In dem Mord an seiner (angeblich längst toten) Frau sah Paul den perfekten Mord und erhoffte sich ein unbeschwertes Leben mit seiner Geliebten und dem ergaunerten Vermögen.

## Kritiken
James Berardinelli schrieb auf ReelViews, der Film sei zwar ein typischer Film von Woody Allen, aber mit einem für ein breiteres Publikum verständlichen Humor. Er schrieb, er habe bereits seit Jahren keinen Film von Allen so genossen wie diese Komödie. Berardinelli kritisierte allerdings die „irritierende“ („annoying“) Kameraarbeit von Carlo Di Palma.
Epd Film schreibt im Februar 1994: „Dem Regisseur und Autor ist hier eine perfekte Mischung aus Genreparodie und Alltagsbetrachtung, aus formaler Stilisierung und Unmittelbarkeit gelungen.“
Thomas Groh schreibt auf filmzentrale.de über die Ähnlichkeit zu Das Fenster zum Hof: „Manhattan Murder Mystery könnte auch, in Anlehnung an Hitchcocks Das Fenster zum Hof, Die Wand zum Nachbarn heißen. ... Es folgen die klassischen Hitchcock-Situationen - in Abwesenheit des Verdächtigen in die Wohnung eindringen etwa, parallel montiert dazu der Nachbar, der sich behenden Schrittes seinem Appartement nähert -, die gekonnt und gewitzt durchgespielt werden. Ähnlich wie beim Großmeister des Suspense ist auch hier die Kamera verschmitzter Komplize des Erzählers: sie täuscht, verbirgt, simuliert die Bewegung aufschwingender Türen, schafft Spannung. Trotz aller Ähnlichkeiten, trotz aller Anlehnungen: Manhattan Murder Mystery ist ein Allen-Film. Er fühlt sich so an, er sieht auch so aus.“
Das Lexikon des internationalen Films schreibt: „Die originelle Kriminalkomödie parodiert die Gesetze des Genres und spielt mit dem naiven Eifer ihrer Hobby-Detektive.“

## Auszeichnungen
Diane Keaton wurde im Jahr 1994 für den Golden Globe nominiert. Woody Allen wurde 1994 für den César nominiert. Anjelica Huston wurde 1995 für den BAFTA Award nominiert.
Die Deutsche Film- und Medienbewertung FBW in Wiesbaden verlieh dem Film das Prädikat besonders wertvoll.

## Randnotizen
- Eigentlich war die Handlung von Manhattan Murder Mystery als Erzählstrang des Films Der Stadtneurotiker geplant. Aufgrund einer zu hohen Komplexität entschied sich Woody Allen allerdings, den Handlungsstrang nicht im Stadtneurotiker zu verwenden.
- Ursprünglich sollte Mia Farrow die Rolle der Carol spielen. Da sie sich allerdings im Jahr der Dreharbeiten von Woody Allen trennte, wurde die Rolle kurzfristig mit Woody Allens Stammschauspielerin und früherer Lebensgefährtin Diane Keaton besetzt.